# Sardischer Gebirgsmolch

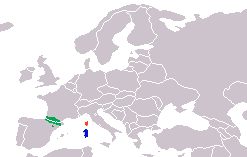
Verbreitungsgebiet des Sardischen Gebirgsmolches (blau)

Der Sardische Gebirgsmolch oder Hechtkopfmolch (Euproctus platycephalus) ist eine Art der Schwanzlurche aus der Gattung der Europäischen Gebirgsmolche (Euproctus). Er kommt nur auf Sardinien vor.

## Merkmale
Der Sardische Gebirgsmolch ist ein kleiner bis mittelgroßer, im Wasser lebender Molch. Die durchschnittliche Gesamtlänge beträgt bei Männchen 127 Millimeter, bei Weibchen 112 Millimeter. Bei beiden Geschlechtern liegt die maximale Gesamtlänge bei 150 Millimeter. Der Körper ist relativ flach, ebenso der Kopf. Der Unterkiefer wird deutlich vom Oberkiefer überragt („Hechtschnauze“). Oftmals sind die Parotiden nur undeutlich erkennbar. Die Kehlfalte ist nicht ausgeprägt. Die Hautoberfläche ist verhältnismäßig glatt, nur vereinzelt sind Wärzchen vorhanden. Die Männchen besitzen einen kräftigen Unterschenkelsporn.
Die Länge des Schwanzes übertrifft geringfügig die Kopf-Rumpf-Länge. An seiner Basis ist der Querschnitt des Schwanzes längsoval und im weiteren Verlauf seitlich zusammengedrückt, am hinteren Abschnitt weist er einen glattrandigen, flachen Flossensaum auf. Die Oberseite der Tiere ist hell- bis dunkelbräunlich mit grünlichen, gelblichen oder hellgrauen Schnörkeln und Flecken. Auf der Mitte des Rückens verläuft eine rote Linie. Die Bauchseite ist in der Mitte gelblich bis rötlich, an den Flanken dagegen weißlich gefärbt. Auf Kehle und Bauch befinden sich unregelmäßige dunkle Flecken. Die Lungen sind reduziert oder fehlen ganz.

## Vorkommen
Der Sardische Gebirgsmolch kommt nur auf Sardinien vor. Die Art ist hauptsächlich im Osten der Insel zwischen dem Monte Limbara im Norden und dem Sette Fratelli im Süden zu finden, aus West-Sardinien liegen nur wenige Funde vor. Der Lebensraum sind kleine Fließgewässer und Seen in Höhenlagen von 50 bis 1800 Meter.

## Fortpflanzung und Entwicklung
Paarungen wurden in Gefangenschaft ganzjährig beobachtet, mit Ausnahme der Monate Juli und August. Die paarungsbereiten Weibchen werden aktiv von den Männchen gesucht. Das Männchen packt das Weibchen mit dem Maul in der Mitte des Rumpfes, so dass er es bei Störungen an einen anderen Ort transportieren kann. Dieses „Maultragen“ kann bis zu einer Stunde andauern. Hierbei ist das Weibchen passiv, lediglich sein Schwanz schlängelt leicht.
Pro Paarung übergibt das Männchen nur eine Spermatophore. Während es den Schwanz locker über die Hüfte des Weibchens legt, krümmt es seine Kloake hakenförmig gegen die seiner Partnerin. Unter Einsatz seiner Unterschenkelsporne massiert es die Spermatophore aus seiner Kloake, welche vom Weibchen übernommen wird. Anders als beim Pyrenäen-Gebirgsmolch (Euproctus asper) findet eine Stimulation der Kloakenregion des Weibchens durch das Männchen nicht statt. Die Paarung kann bis zu 3 Stunden dauern.
Die Weibchen setzen über einen Zeitraum von 3 bis 6 Monaten 50 bis 220 Eier ab. Zur Eiablage kriechen die Weibchen unter hohlliegende Steine, legen sich auf den Rücken und kleben die Eier mit der einer Legeröhre ähnelnden, ausgestülpten Kloake am Stein fest. Die Embryonalentwicklung dauert ungefähr 4 Wochen. Beim Schlupf haben die Larven eine Gesamtlänge von ungefähr 13 Millimetern. Die Metamorphose zum adulten Tier dauert 10 bis 15 Monate, dabei überwintern die Larven. Ihre Gesamtlänge beträgt 50 bis 70 Millimeter. Bislang ist nur ein Fall von Neotenie beim Sardischen Gebirgsmolch bekannt, das betreffende Individuum stammt aus Ostsardinien und hatte eine Gesamtlänge von 101 Millimeter. In Gefangenschaft erreicht die Art ein Alter von 7 Jahren.

## Lebensweise
Adulte Tiere leben möglicherweise ganzjährig im Wasser. Es wurden im Hochsommer und Herbst allerdings auch Exemplare an Land in unmittelbarer Nähe von Gewässern gefunden, was auf eine Überwinterung oder einen sommerlichen Aufenthalt an Land hindeutet. Sardische Gebirgsmolche sind in der Regel dämmerungs- und nachtaktiv, Beobachtungen sind manchmal aber auch tagsüber möglich. Die Larven verstecken sich tagsüber zwischen Steinen.

## Gefährdung
Der Sardische Gebirgsmolch wird aufgrund seines weniger als 500 km² großen und stark fragmentierten Verbreitungsgebietes sowie der anhaltenden Reduzierung der Teilpopulationen und der quantitativen wie qualitativen Verschlechterung seines Lebensraumes von der IUCN als stark gefährdet ("Endangered") eingestuft.

## Belege
- Andreas Nöllert, Christel Nöllert: Die Amphibien Europas. Franckh-Kosmos-Verlag, Stuttgart 1992, ISBN 3-440-06340-2.